# Still Goes On....
『Still Goes On....』（スティル・ゴーズ・オン）は、KGの2枚目のオリジナル・アルバム。

## 概要
- 『Songs of love』以来となるオリジナル・フルアルバムである。
- 初回限定盤にはMUSIC VIDEOを収録したDVDが付いている。

## 収録曲

### CD
1. Baby,Baby,Love
2. いつもそばで duet with 中村舞子
3. I still love you
4. 今も胸の奥で duet with DJ KAORI
5. このまま2人で duet with Lisa Halim
6. 上を向いて歩こう
坂本九の「上を向いて歩こう」のカヴァー。
7. Show me what you've got
全英語詞の楽曲である。
8. 同じ願いで duet with 真崎ゆか
9. 片想い duet with JAMOSA
10. Your Love
11. 君じゃなきゃ duet with 安田奈央
2枚目のシングルとして発売された。
12. I'm in love
13. I will be there duet with Azumi

### DVD
初回限定盤のみ
1. このまま2人で duet with Lisa Halim
2. 片想い duet with JAMOSA
3. 今も胸の奥で duet with DJ KAORI
4. 同じ願いで duet with 真崎ゆか
5. 君じゃなきゃ duet with 安田奈央
6. Baby,Baby,Love